# خرفه صورتی
خرفه صورتی (نام علمی: Claytonia sibirica) نام یک گونه از راسته میخک‌سانان است.